# Берген (Нижня Саксонія)
Берген (нім. Bergen) — місто в Німеччині, розташоване в землі Нижня Саксонія. Входить до складу району Целле.
Площа — 163,77 км2. Населення становить 13 371 ос. (станом на 31 грудня 2021).